# Guillermo Lasheras
Guillermo Lasheras Tebar (Malgrat de Mar, 17 de septiembre de 2001) es un actor español de cine y televisión. Empezó su carrera cinematográfica y televisiva a los 13 años.

## Biografía
Guillermo Lasheras debutó en la pantalla de la mano de TVE, quien le dio la oportunidad de aparecer en la serie Big Band Clan, Cuando era pequeño, Guillermo interpretó a Leo, un chico obsesionado con "YouTube", que tenía como objetivo convertirse en un bloguero de éxito. La serie, tuvo tres temporadas de 26 capítulos.
En los siguientes años apareció en varios gags del programa de humor Polònia  imitando a diferentes personajes de la actualidad. 
En 2018 protagoniza la serie Boca Norte  para Playz donde Guillermo interpreta a Andy, un chaval enamorado del baile y el trap en general, junto al resto de amigos que pasan los veranos en Boca Norte compone canciones y preparan actuaciones musicales. Boca Norte se emitió inicialmente en el canal digital de Televisión Española Playz y posteriormente en La 1 de TVE. La serie fue galardonada con el Premio Ondas a mejor serie de contenido digital de 2019. Además recorrió varios festivales nacionales de televisión con muy buenas críticas.
En 2019 estrena Les de l'hoquei  TV3. La serie fue galardonada con el II Premio "CIMA" a la Igualdad en el Festival de Televisión de Vitoria (FesTVal).
En 2019,  rodó White Lines producción de Netflix, donde interpreta a un "joven Cristóbal".

En 2020 rodó la película Las leyes de la frontera  producción de "Ikiru Films"  dirigida por "Daniel Monzón", dónde interpretaba a "Víctor".
En 2022 participa de la película de Netflix A través de mi ventana, interpretando a Yoshi.

## Filmografía

### Televisión
| Año         | Serie                  | Personaje         | Canal   | Episodios    |
| ----------- | ---------------------- | ----------------- | ------- | ------------ |
| 2015 - 2017 | Big Band Clan          | Leo               | Clan    | 23 episodios |
| 2018 - 2020 | Polònia                | Varios personajes | TV3     | 5 episodios  |
| 2018        | Si no t'hagués conegut | Martí             | TV3     | 1 episodio   |
| 2019        | Boca Norte             | Andy              | Playz   | 6 episodios  |
| 2019 - 2020 | Les de l'hoquei        | Putxi             | TV3     | 26 episodios |
| 2020        | White Lines            | joven Cristóbal   | Netflix | 3 episodios  |

### Cine
| Año  | Película                 | Personaje    | Director         | Notas               |
| ---- | ------------------------ | ------------ | ---------------- | ------------------- |
| 2020 | Mil Batalles             | Chico        | Dani Feixas Roka | Cortometraje        |
| 2021 | Las leyes de la frontera | Víctor       | Daniel Monzón    |                     |
| 2022 | A través de mi ventana   | Yoshi García | Marçal Forés     | Película de Netflix |
| 2023 | A través del mar         | Yoshi García | Marçal Forés     | Película de Netflix |